# Marty Servo
Marty Servo, pseudonimo di Mario Severino (Schenectady, 3 novembre 1919 – 9 febbraio 1969), è stato un pugile statunitense, campione mondiale dei pesi welter, nel 1946.

## Biografia
Di famiglia di origine italiana, divenne professionista dal 1938 e incontrò vari tra i migliori pesi medi e welter americani della propria epoca tra i quali il giovane Sugar Ray Robinson. Fu battuto due volte ai punti, nel 1941 e nel 1942, il primo dei due match con decisione contrastata. Prima di incontrare Robinson, Servo aveva un record di 42 vittorie, 2 pareggi e nessuna sconfitta. 
Divenne campione mondiale dei pesi welter il 1º febbraio 1946, battendo Freddie Cochrane per KO al 4º round, al Madison Square Garden di New York. 
Nemmeno due mesi più tardi volle salire nei pesi medi per affrontare il fortissimo Rocky Graziano. Fu un incontro tremendo che mise praticamente fine alla sua carriera. Subì tre atterramenti nel 2º round, che procurarono l'interruzione dell'incontro per KOT, e non riuscì a ristabilirsi completamente dai colpi subiti che, in particolare, gli devastarono il naso. Questo match fu dichiarato da Ring Magazine Sorpresa dell'anno per il 1946.
Servo rimase inattivo oltre un anno e, nel frattempo, perse "a tavolino" il mondiale dei welter. Dopo un paio di match preferì abbandonare la boxe, a nemmeno 28 anni.